# RMS Laconia (1911)
Pour les articles homonymes, voir Laconia.
Le RMS Laconia est un paquebot de la Cunard Line, construit par le chantier naval Swan Hunter et Wigham Richardson. Le navire est inauguré le 27 juillet 1911, livré à la compagnie Cunard Line le 12 décembre, et commence son service le 20 janvier 1912.

## Histoire
À l’aube de la Première Guerre mondiale, le Laconia est transformé en croiseur auxiliaire en 1914 et basé dans le port sud-africain de Simon's Town dans l'Atlantique Sud. Le bâtiment patrouille dans l'océan Atlantique et l'océan Indien jusqu'en avril 1915.
Le Laconia joue le rôle de quartier général lors de la bataille de Tanga en Afrique orientale allemande. Il retourne ensuite patrouiller en Atlantique Sud. Rendu à la compagnie Cunard Line en juillet 1916, le Laconia reprend son service commercial le 9 septembre 1916.
Le 25 février 1917, le Laconia est torpillé par le sous-marin U-50 de la Kaiserliche Marine  à 11 kilomètres  (6 milles) à l'ouest du phare du Fastnet, alors qu'il revenait des États-Unis vers l’Angleterre avec 75 passagers (34 en première classe et 41 en seconde classe) et un équipage de 217 hommes sous le commandement du capitaine Irvine. Une première torpille l'atteint sur tribord à hauteur de la salle des machines, mais le navire ne coule pas. Vingt minutes plus tard une deuxième torpille frappe à nouveau la salle des machines, également sur tribord, et le Laconia coule vers 22 h 20. Douze personnes trouvent la mort, six matelots et six passagers britanniques et américains.
Le correspondant du Chicago Tribune Floyd Gibbons (en), présent à bord du Laconia lors du torpillage, s'est rendu célèbre grâce à son reportage sur l'événement.
La Cunard Line commandera un nouveau navire au même chantier naval et lui donnera le même nom, le RMS Laconia, lancé en 1921, lequel sera également torpillé, le 12 septembre 1942 par un U-boot allemand.